# Kenneth Roberts
Pour les articles homonymes, voir Roberts.
Kenneth Lewis Roberts, né le 8 décembre 1885 à Kennebunk, Maine, États-Unis, mort le 21 juillet 1957 , est un auteur américain de romans historiques.
Après des études à l'université Cornell, Roberts participe comme lieutenant à la campagne américaine de Sibérie pendant la guerre civile russe de 1919. Roberts travaille d'abord comme journaliste pour ensuite devenir un romancier populaire, spécialisé dans le roman historique régional.
Ses livres se situent souvent dans son état natal le Maine, mais il décrit aussi d'autres États de la Nouvelle-Angleterre. Par exemple, Langdon Towne, le personnage principal de son livre Le Grand Passage (Northwest Passage) est décrit comme originaire de Portsmouth (New Hampshire) et l'action centrale de ce livre se situe dans la région du Vermont.
Roberts est lauréat 1957 du prix Pulitzer « pour ses romans historiques qui ont contribué longtemps à rehausser l'intérêt pour l'histoire des débuts des États-Unis. »
Roberts a écrit une autobiographie sous le titre I Wanted to Write.

## Œuvre
- Arundel (1929) - Révolution américaine
- The Lively Lady (1931) - Guerre de 1812
- Rabble in Arms (1933) - suite d'Arundel Révolution américaine
- Captain Caution (1934)
- Le Grand Passage (en) (en: Northwest Passage) (1937) - Guerre française et indienne.
- March to Quebec (en) (1938) - Révolution américaine, sur une tentative de conquête de la ville et de la province de Québec.
- Oliver Wiswell (fr: Où souffle la tempête) (1940) - Révolution américaine, vue de la position des loyalistes
- Boon Island (fr: L'Île de miséricorde) (1955)
- Lydia Bailey (1947) - Révolution haïtienne
- The Battle of Cowpens (1958) - Révolution américaine